# 网络人权宣言
《网络人权宣言》是以凌沧洲为代表的15位中国知识界人士于2009年10月8日在网上发表的公开声明，宣言提出了有关网络自由的10大思考，并且呼吁于10月10日设立中国网络人权日。宣言发表的当天就得到近百人自发联署，并得到热烈的反响，被中国网民各处转贴，但很快被网络的管理人员删除。

《网络人权宣言》的公开声明，

我们注意到，网络公民传播的时代不可阻挡地来临。公民记者通过手机、数码相机拍摄事件，传播事实真相，已经成为时尚和新潮；网络也给公民提供出无限创意空间，通过博客、播客、网络论坛甚至是跟贴等途径，表达意见。

我们认为，关心公共事务是公民的责任，而关注网络言论自由也是网络公民的责任。网络公民合法地发表言论、报道真相，是行使公民权利，也是促进这个古老文明注入以个人幸福与基本人权为核心价值的新血液，促进全体国民的福祉，因之应该予以鼓励、善待和宽容。

15位联署者包括发起者凌沧洲、法律学者赵国君、作家及学者冉云飞、资深网络媒体人北风、作家及记者昝爱宗、学者及德先生研究所负责人张辉、诗人及漫画家魏克、律师唐吉田、江天勇、金光鸿、韩一村，学者郭旭举、现代史学者史义军、青年维权工作者巴忠巍及教育工作者左樵。据世界日报引述，这15人已作好被打压的准备。凌沧洲表示，《网络人权宣言》原打算是以匿名方式发表，但因有联署人要求实名发表，所以公开签署人的名字。目前凌沧洲的博客已被中国政府屏蔽打不开。

## 网络人权宣言的十点理念
1. 互联网言论自由是公民言论自由的一部分
2. 每个网络公民（NETIZEN）在网络上合法地表达意见，应该受到保护
3. 发表权是网络公民最基本的权利，持有与发表意见应有免于恐惧的自由和权利
4. 编辑权应予以尊重
5. 采访报道权是网络公民应有的权利之一；此项权利应受宪法的言论自由原则保护
6. 评论权和交换意见的权利是网络公民应有的权利之一
7. 匿名表达权是公民言论自由的一部分，匿名是为了作者更便利地表达意见，应予以尊重
8. 网络资讯搜索权是公民表达权、知情权、监督权的一部分。合法网页资讯不应予以屏蔽；对事个人资讯的搜索权，应予以尊重和保护
9. 网络隐私权应予以尊重和保护
10. 合乎宪法和法律的网络信息自由流通权，应该予以尊重和保护